# Friendly Fire (film)
 For alternative betydninger, se Friendly Fire (flertydig). (Se også artikler, som begynder med Friendly Fire)
Friendly Fire er en film fra 2006 skrevet og instrueret af Sean Lennon og Michele Civetta. Den følger med Sean Lennon's album af samme navn (som dvd). Filmen består af 10 musikvideoer, en for hver sang på albummet (med ikke-album-spor og dialog i mellemliggende scener). I filmen medvirker Lennon selv, som spiller en række forskellige roller samen med diverse venner og skuespillere såsom Bijou Phillips, Lindsay Lohan, Carrie Fisher og Jordan Galland. Projektet er dedikeret til Lennons afdøde ven Max Leroy (1975-2005).

## Eksterne Henvisninger
- Friendly Fire på Internet Movie Database (engelsk)
- Friendly Fire på AlloCiné (fransk)
- Friendly Fire på AllMovie (engelsk)
- Friendly Fire på Turner Classic Movies (engelsk)
- Friendly Fire på The Movie Database (engelsk)
- Friendly Fire på Filmaffinity (engelsk)
- Friendly Fire hos TV.com (engelsk)